# Земляничный дождик
«Земляничный дождик» — короткометражный рисованный мультфильм, снятый режиссёром Борисом Тузановичем по одноимённой сказке Игоря Фарбаржевича из серии «Сказки Маленького Лисёнка». Второй из серии мультфильмов о Маленьком Лисёнке.

## Сюжет
«А дождь всё идёт и идёт, как заведённый! Целый час», — грустно сказал Маленький Лисёнок. «Это тёплый дождик — грибной. После него весь лес будет в грибах», — ответил папа Лис. «А бывает земляничный дождик?», — спросил Лисёнок: «Я так люблю землянику!». «Всё бывает» — сказал папа Лис. Лисёнок побежал к своим друзьям. Ёжик сказал: «Грибной дождик — это мой!». Ворона продолжила: «А мой — сырный! Вот бы пошёл сырный дождик!». Подбежал Заяц: «А для меня — морковный. Только где его возьмёшь?». Лисёнок: «Из морковной тучки! Эх, умей я летать, натряс бы для всех!». Ворона дала Лисёнку свои крылья, и он полетел. Вдруг из верхушки дерева он услышал голос: «Эй, развяжи! Я — Ветерок!». Лисёнок освободил привязанный ветер, подружился с ним, а ветер пригнал три тучки и устроил дождики: из земляничных ягод (для Лисёнка), сыра (для Вороны) и моркови (для Зайца). А Ёжик насобирал грибов.

## Создатели мультфильма
| Автор сценария       | Игорь Фарбаржевич |
| Режиссёр             | Борис Тузанович |
| Художник-постановщик | Елена Караваева |
| Композитор           | Шандор Каллош |
| Оператор             | Игорь Шкамарда |
| Звукооператор        | Нелли Кудрина |
| роли озвучивали:     | Людмила Гнилова — Лисёнок, Евгений Герчаков — Ворона, Игорь Ясулович — Папа Лис, Наталья Ромашенко — Ветерок, Татьяна Божок — Заяц, Андрей Крюков — Ёжик                                   |
| художники-аниматоры: | Светлана Сичкарь, Семён Петецкий, Алексей Андреев |
| xудожники:           | Жанна Корякина, Нонна Чулкова, В. Лопухова, Наталия Дмитриева, Е. Дулова, Наталия Грачёва, Людмила Андреева, Валентин Самотейкин, Елена Сударикова, М. Савельева, А. Травина, М. Соловьёва |
| ассистент режиссёра  | Светлана Алексашина |
| монтажёр             | Людмила Рубан |
| редактор             | Алиса Феодориди |
| директор             | Лидия Варенцова |

- Создатели приведены по титрам мультфильма.